# Live at the Boerderij
Live at the Boerderij is een livealbum van Mostly Autumn. Het album werd opgenomen tijdens het concert van 15 september 2012 in Cultuurpodium Boerderij in Zoetermeer. Mostly Autumn trad relatief vaak op in Nederland. De concertreeks kwam tot stand tot promotie van het toen net verschenen album The Ghost Moon Orchestra.

## Musici
- Olivia Sparnenn – zang, tamboerijn
- Bryan Josh – zang, gitaar
- Liam Davidson – gitaar
- Gavin Griffiths – slagwerk
- Andy Smith – basgitaar
- Anne-Marie Helder – dwarsfluit, toetsinstrumenten, zang
- Iain Jennings - toetsinstrumenten

## Muziek
| Nr. | Titel                                                  | Duur  |
| --- | ------------------------------------------------------ | ----- |
| 1.  | Distant train                                          | 5:12  |
| 2.  | Unquiet tears (The Ghost Moon Orchestra)               | 5:21  |
| 3.  | Drops of the sun (The Ghost Moon Orchestra)            | 4:04  |
| 4.  | The devil and the orchestra (The Ghost Moon Orchestra) | 4:01  |
| 5.  | Evergreen                                              | 8:15  |
| 6.  | Ice                                                    | 8:11  |
| 7.  | Questioning eyes                                       | 11:24 |

| Nr. | Titel                                       | Duur  |
| --- | ------------------------------------------- | ----- |
| 1.  | The dark before the dawn                    | 4:53  |
| 2.  | Deep in Borrowdale                          | 6:10  |
| 3.  | Passengers                                  | 5:44  |
| 4.  | The last climb                              | 8:02  |
| 5.  | Tennyson Mansion (The Ghost Moon Orchestra) | 6:50  |
| 6.  | Wild eyed skies (The Ghost Moon Orchestra)  | 7:09  |
| 7.  | The last bright light                       | 8:23  |
| 8.  | Heroes never die                            | 10:45 |
| 9.  | And when the war is over                    | 7:07  |
| 10. | The last train                              | 1:06  |
| 11. | Tonight                                     | 7:36  |